# Ľubomír Moravčík
Ľubomír Moravčík (nacido el 22 de junio de 1965 en Nitra) es un exfutbolista y entrenador de fútbol eslovaco que jugó internacionalmente para Checoslovaquia y Eslovaquia.
Jugó para los clubes franceses Saint-Étienne, Bastia y MSV Duisburgo, antes de irse a jugar a Escocia para el Glasgow y el Celtic en 1998. Luego firmó para el club Eslovaco Jozef Vengloš, conformando una gran pareja con Henrik Larsson.
Siguiendo su gran participación para el Celtic, se unió al club japonés de la J1 League Ichihara en el verano de 2002.
Fue descrito por Zinedine Zidane como el mejor mediocampista al ataque que haya visto .
Moravčík ha jugado la mayor cantidad de partidos para su país, con un total de 42 apariciones para Checoslovaquia y 37 para Eslovaquia. Es el actual seleccionador eslovaco sub-17.

## Clubes
| Club           | País       | Año       |
| -------------- | ---------- | --------- |
| FC Nitra       | Eslovaquia | 1983-1990 |
| Saint-Étienne  | Francia    | 1990-1996 |
| SC Bastia      | Francia    | 1996-1998 |
| Duisburg       | Alemania   | 1998      |
| Celtic FC      | Escocia    | 1998-2002 |
| Ichihara Chiba | Japón      | 2002      |
| FC Nitra       | Eslovaquia | 2003-2004 |

## Palmarés

### Distinciones individuales
| Distinción                  | Año  |
| --------------------------- | ---- |
| Futbolista Eslovaco del año | 2001 |